# 난바 쇼헤이
난바 쇼헤이(일본어: 南羽 翔平 なんば しょうへい[*])는 일본의 전 배우이다. 2018년 연예계를 은퇴했다.

## 출연작

### TV 드라마
- 가면라이더 W 49화 - 엔도
- 2016년 ~ 2017년 동물전대 주오저 - 레오 / 쥬오우라이온 역

## 영화
- 극장판 동물전대 쥬오우저 두근두근 서커스 패닉 - 레오 / 쥬오우라이온 역
- 동물전대 쥬오우저 VS 닌닌저 미래에서의 메시지 from 슈퍼전대 - 레오 / 쥬오우라이온 역

## 오리지널 비디오
- 동물전대 쥬오우저 슈퍼 동물 대전 - 레오 / 쥬오우라이온 역